# كوبريج غراوند
ملعب كوبريج لكرة القدم هو ملعب كرة قدم في مومباي ، الهند . يتم استخدامه حاليًا بشكل أساسي لمباريات كرة القدم وهو الملعب الرئيسي لـ نادي طيران الهند لكرة القدم ونادي نفط والغاز الهندي .
وأسثمراتحاد غرب الهند لكرة القدم كوبريج جراوند، ولاتحاد كرة القدم في مومباي مكتب صغير. كان مكانًا لواحد من الدوريات الوطنية الأولى في الهند، الدوري الهندي للمحترفين .

## ملعب

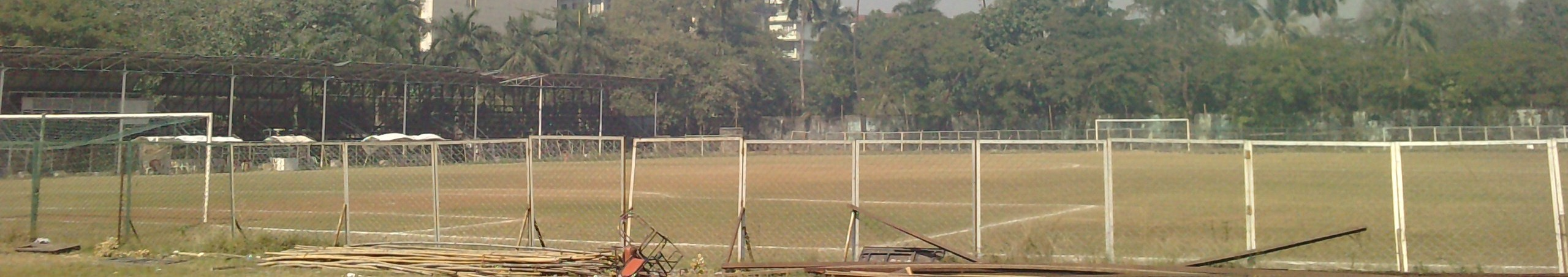
أراضي كوبريج

كان الملعب عبارة عن ملعب من طابق واحد مع سقف فقط تحت المدرج الرئيسي. كانت المقاعد من ألواح خشبية. تم تفكيك الملعب بالكامل، واعتبارًا من مايو 2012 يخضع لأعمال التجديد. سيتسع الملعب الجديد لنحو 30 ألف شخص سيكون هناك مقاعد دلو مثبتة على عكس الألواح الخشبية السابقة. تم تركيب أحد العشب الاصطناعي العشر الذي أقره الفيفا هنا.

## التاريخ
كان ملعب كوبريج لكرة القدم موجودًا منذ عام 1993 ولكن لم يتم استخدامه حقًا بشكل حقيقي حتى عام 2007 عندما تم إنشاء الدوري الهندي للمحترفين . أعيد افتتاح الملعب في عام 2014 بعد الانتهاء من أعمال التجديد.
في أبريل 2011 ، تم الإعلان عن خطط لتجديد ملعب كوبريج لكرة القدم عندما أعلن فيفا أنه سيعطي اتحاد غرب الهند لكرة القدم مليوني دولار أمريكي من أجل تجديد هذا الملعب. في 12 يونيو 2011 ، أُعلن في المحكمة العليا في بومباي أن اتحاد غرب الهند لكرة القدم سيُمنح له الحق في تجديد ملعب كوبريج. تم تصميم الملعب والمجمع المحيط به من قبل شركة شاشي برابهو وشركاه، وهي شركة معمارية رائدة من مومباي. أثناء تجديد الملعب، كان على فريقي الدوري الهندي للمحترفين ، نادي مومباي و نادي طيران الهند لكرة القدم لعب مبارياتهم في مجمع شري شيف شاتراباتي الرياضي في بونه.

## روابط خارجية
- صورة الملعب نسخة محفوظة 15 يونيو 2014 at Archive.is
- صورة جوية للملعب
- صور الملعب